# Automolodes luteofasciata
Automolodes luteofasciata är en fjärilsart som beskrevs av Arnold Pagenstecher 1886. Automolodes luteofasciata ingår i släktet Automolodes och familjen mätare. Inga underarter finns listade i Catalogue of Life.